# Jören Harefinne
Jören Harefinne, var en finländsk naturläkare (klok gubbe).
Han var född i Uleåborg i Finland. Han tjänstgjorde som sjöman fram till sitt avsked 1622, varefter han bosatte sig i Stockholm. I Stockholm fanns det sedan gammalt en allmän tro på att finländare kunde trolla, vilket gjorde att flera finländare kunde försörja sig som naturläkare och besvärjare i staden. Jören Harefinne tillhörde de finländare som kunde göra bruk av detta rykte om finländare och framgångsrikt försörja sig som klok gubbe. 
Han var välkänd i staden och erbjöd ett flertal tjänster, som att blanda salvor för att lindra sjukdomar, och läsa trollramsor och besvärjelser som inkluderade Gud, Jungfru Maria och Sankt Göran för att avvärja vargar och rovdjur. Han hade en assistent, sin systerson Per Sigfridsson, som var född i Stockholm. 
År 1641 arresterades han och ställdes inför rätta för häxeri. Han nekade till anklagelserna. Liksom i de flesta fall när en klok gubbe/gumma ställdes inför rätta, blev han inte dömd till döden för häxeri, utan dömdes till förvisning från staden för att missbrukat Guds namn i trollramsorna, som benämndes vidskepelse. Hans systerson dömdes till gatlopp och tvångsvärvades till flottan. 